# Bojnik
 Ovo je glavno značenje pojma Bojnik. Za druga značenja pogledajte Bojnik (razdvojba).
Bojnik (bojnica) je viši časnički čin u Hrvatskoj vojsci, iznad satnika, a ispod pukovnika (najniži viši časnički čin). U drugim vojskama poznatiji je pod nazivom major (od lat. komparativa pridjeva magnus, - a, - um - velik; major - veći), a tako je glasio i naziv čina u JNA. U mnogim slučajevima, to je časnik izravno nadređen činu satnika, odnosno kapetana, a podređen činu potpukovnika, odnosno pukovnika. Prema NATO-ovoj usporednoj klasifikaciji nosi oznaku OF-3, iako je to redovno čin četvrte razine među časničkim činovima. U nekim vojskama riječ major sastavni je dio i nekih dočasničkih činova, kao primjerice sargeant-major u vojnim snagama engleskog govornog područja. U ratnoj mornarici odgovara mu čin kapetana korvete.

## Povijest
Major je u vojnu terminologiju prispio iz engleskog jezika gdje je i prvi put zabilježen još godine 1643. Bio je to spomenuti sergeant - major, svojevrsni narednik, a označavao je trećeg zapovjednika u hijerarhijskom sustavu zapovijedanja regimentom. Naime, dotad se u nekoliko europskih mornarica termin major upotrebljavao kao dio naziva pilot - major, kojim se označavao viši palubni časnik, za razliku od kapetana (u drugoj inačici captain general) koji je bio tipični armijski zapovjednik vrlo oskudna pomorska znanja, i kojem je uloga bila tek da zapovijeda vojnicima ukrcanim na brod za obavljanje kakve posebne zadaće.
Bojnik, odnosno major postao je standardnim činom u vrijeme engleskog građanskog rata, a najčešće su ga nosili oni koji su na bojnom polju neposredno obavljali dužnosti pomoćnika nadređenih im generala. Termin general major, istoznačnica našeg naziva general bojnik, nastao je u 18. stoljeću, kao kratica punog izraza sergeant major general. Stotinjak godina kasnije majori ili bojnici postojat će već u svakoj vojsci engleskog govornog područja, a i u dobrom dijelu drugih armija svijeta. Riječ major može se naći i kao sastavni dio činova koji na engleskom govornom području glase adjutant-major, colonel-major, drum-major, pipe-major i sl.

## Francuska
U francuskoj vojsci franc. major označava najviši dočasnički čin, odnosno službeno, to je čin između dočasničkih i časničkih činova. Činu bojnika odgovara naziv commandant.

## SFR Jugoslavija
U NOV-u i POJ-u čin major je uveden 1. svibnja 1943. godine, te je takav status zadržao u JNA.

## Njemačka
U njemačkoj vojsci čin bojnika (njem. Major) označava čin iznad Stabshauptmann, odnosno Hauptmann, a ispod Oberstleutnant.

## Španjolska
U španjolskoj vojsci odgovara mu čin španj. comandante.

## NDH
U Hrvatskom domobranstvu NDH, čin bojnika bio je najniži od viših časničkih činova. Nalazio se iznad čina nadsatnika a ispod čina dopukovnika. U Ustaškoj vojnici čin bojnika bio je iznad čina satnika a ispod čina potpukovnika. Nakon sjedinjenja Domobranstva i Ustaške vojnice u jedinstvenu vojsku 1944., Hrvatske oružane snage, čin bojnika imao je isti položaj kao i prije u Domobranstvu.
- Kolarna oznaka čina bojnika u Domobranstvu.
- Rukavna oznaka čina bojnika u Ustaškoj vojnici.
- Ramena oznaka čina bojnika u HOS-u.